# Rokin 72

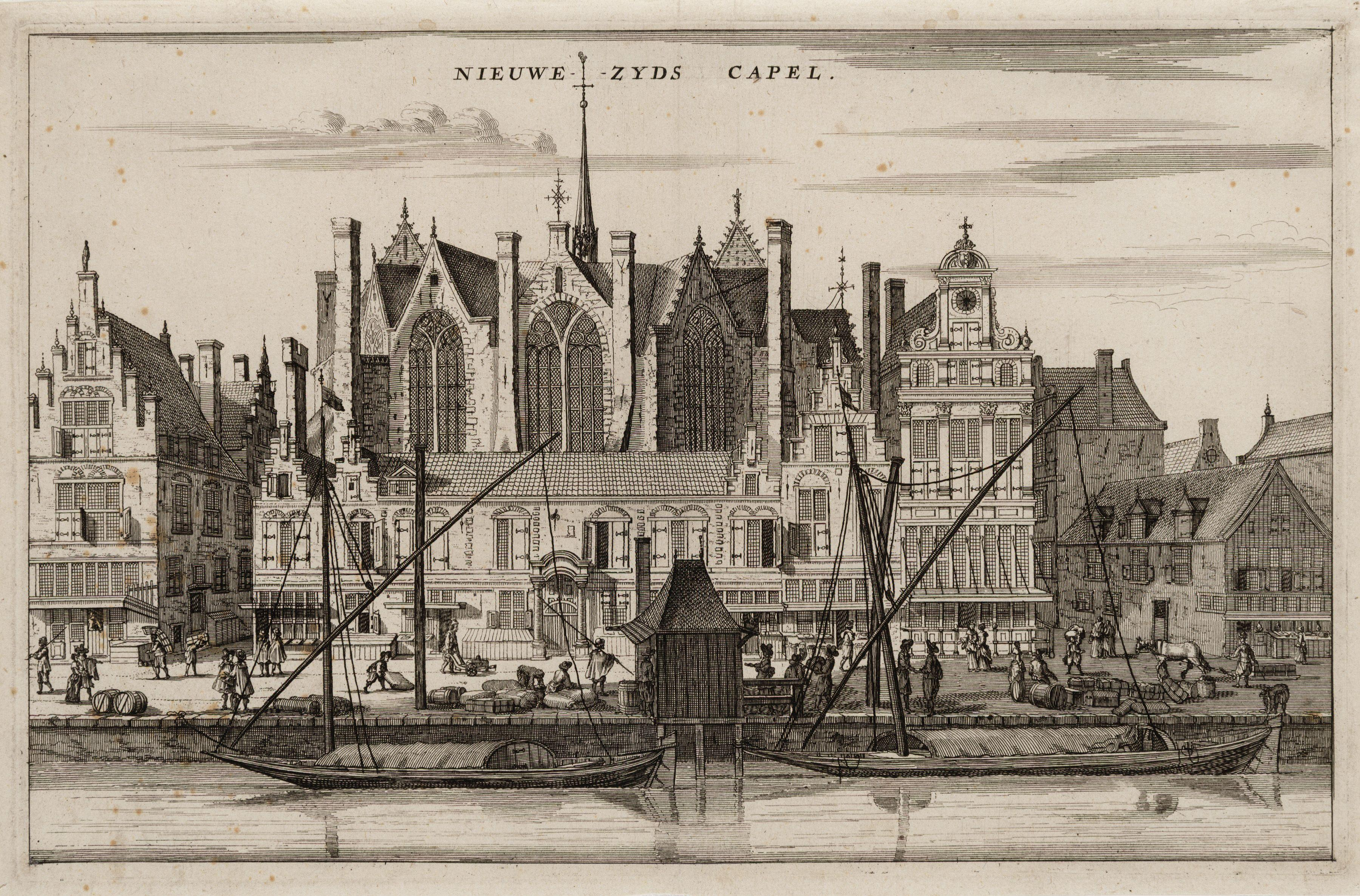
Tekening Nieuwezijds Kapel uit 1663, uiterst rechts Rokin 72

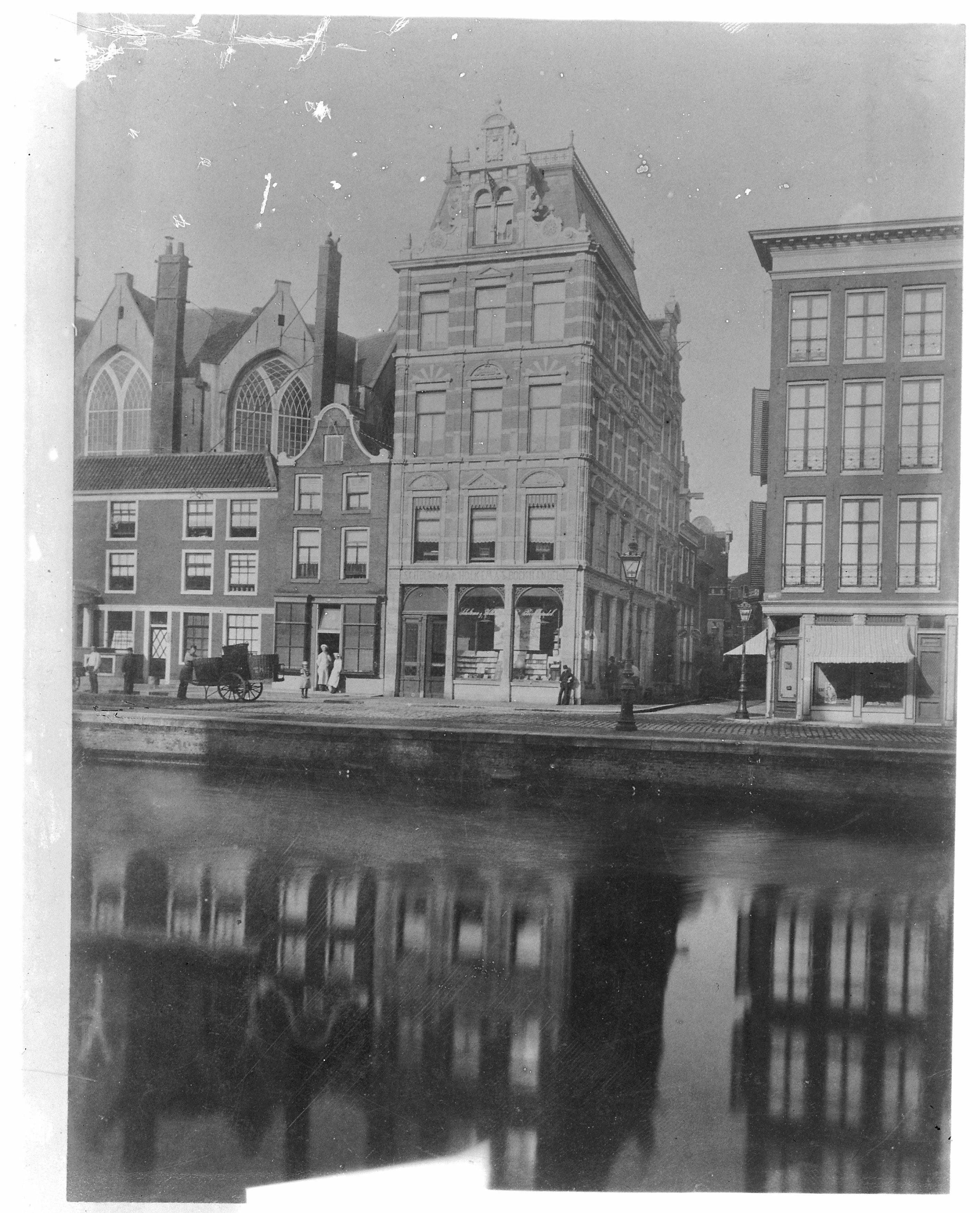
Uiterst rechts Rokin 72 met links de oude Nieuwezijds Kapel (foto voor 1908)

Rokin 72 te Amsterdam is een gebouw op de hoek van het Rokin en de Wijde Kapelsteeg in Amsterdam-Centrum.

## Inleiding
Het gebouw staat in een van de oudste gedeelten van Amsterdam-Centrum. Het is gesitueerd in een wijkje dat ingesloten is door de Dam, Kalverstraat, Spui en de originele loop van de Amstel. De Amstel werd na aanleg van de Dam steeds ingekort en kreeg de namen Damrak (ten noorden van de Dam) en Rokin (ten zuiden). Het wateroppervlak van het Rokin werd steeds kleiner door de aanleg van kades en ook nog de demping van het noordelijk deel in de periode 1933-1936. Er liggen hier al eeuwen voetsporen in bewoond gebied. De hoek is terug te vinden op de eerste stadsplattegrond van Cornelis Anthonisz. uit 1538, maar de naamgever van de Kapelsteeg is de Heilige Stede en die stamt uit 1345. Van de originele bebouwing is vrijwel niets meer over. Dat geldt ook voor de kapel, die kreeg na sloop in 1908 in 1912 een nieuwe versie. Voor deze plek geldt dan ook dat er gebouwd, afgebroken en opgehoogd voor nieuwbouw werd tot in 1916 aan toe. In dat jaar stond er architectonisch een relatief saai, maar toch al hoog gebouw; recht toe, recht aan.

## Gebouw
Het hoekgebouw en de aansluitende gebouwen in de Wijde Kapelsteeg werden grotendeels afgebroken ten behoeve van een nieuw gebouw, waarin een winkel, werkplaats, kantoor en (conciërge)woning werden gevestigd. Opdrachtgever was De Gouden Bril, tevens bekend onder De brillen van Schmidt, een opticien in de breedste betekenis van het woord met een magazijn op Wijde Kapelsteeg 1. Er werden niet alleen brillen verkocht maar ook verrekijkers, toneelkijkers etc. Het gebouw werd opgetrokken in de stijl van overgangsarchitectuur en dan nog in een al eeuwenlang vastliggend stramien. De ontwerper P. van Dijk met assistent Co Franswa kwamen met een langwerpig gebouw met een smalle voorgevel aan het Rokin en een lang gestrekte gevel aan de Wijde Kapelsteeg, althans na almaar overleg met de welstandscommissie, die liever had dat de bestaande bouw bleef gehandhaafd. Na onderzoek bleek dat geen optie. De gevels bestaan uit een combinatie van zandsteen en baksteen, doch het opvallendste deel is een eikenhouten gevel op de begane grond en de eerste verdieping aan het Rokin. Die lambrisering draagt tevens een tweetal rijen glas-in-loodramen van Jacobus Willem le Nobel, de naam van de winkel en het huisnummer. Het merendeel van het gebouw heeft vier bouwlagen op een souterrain onder een dakconstructie. Bij de bouw werd gebruik gemaakt van gewapend beton geleverd door De Kondor.  
Behalve voor wat betreft de architectonische kwaliteit biedt het gebouw een tweetal beeldhouwwerken, die beide verwijzen naar het gebruik van het gebouw. Boven op de hoek is een beeld te zien van een aap die met een verrekijker naar het Rokin staart. In de gevel van de Wijde Kapelsteeg is een beeld te zien van brillenslijper Zacharias Jansen. Beide beelden kwamen uit het atelier van Dirk Polet. Een gevelsteen uit de gesloopte gebouwen vond zijn weg naar de gevel in de Wijde Kapelsteeg. Daarin is afgebeeld een gekroonde kalf (In ’t out gekroont kalf) enerzijds en anderzijds een zicht op IJsselstein (De stad Yselstein). Verder zijn in dat geveldeel de jaarstenen te vinden Anno 1917.
Het gebouw werd op 11 december 2001 opgenomen in het monumentenregister voor rijksmonumenten. Daarbij werd gekeken naar de som der delen die een geheel vormen, maar ook naar het gebruik van het gebouw. Tijdens de beoordeling voor het monumentschap werd ook meegenomen dat er toen nog een opticien was gevestigd, vermoedelijk de oudste in Nederland. Ook werd meegenomen dat ondanks een aantal verbouwingen en herinrichtingen nog een grotendeels gaaf exterieur van interieur heeft. Reclame-uitingen van het bedrijf zijn aangepast aan de bouwstijl van de gebouwen. Ook in 2024 is er de Schmidt Optiek gevestigd.
Op 8 november 1918 plaatste De Gouden Bril een advertentie voor de opening van hun nieuwe zaak op 9 november 1918. In 1930 werd het gebouw nog getroffen door een kelderbrand, de brand bleef beperkt, maar de rookschade was enorm. Er werd bij de bestrijding van de brand voor het eerst gebruik gemaakt van de rook-afzuigings-installatie.